# Sýkora temná
Sýkora temná (Poecile lugubris) je druh sýkory z rodu Poecile, žijící na Balkáně, na severu Předního východu a v Íránu. Je příbuzná například se sýkorou babkou nebo sýkorou lužní. Mezi lety 1820 (když byla popsána Coenraadem Jacobem Temminckem) a 1829 byla řazena k rodu Parus (její původní rodové jméno bylo Parus lugubris), poté byl v roce 1829 Johannem Jakobem Kaupem vytvořen nový rod Poecile, do kterého byla sýkora temná přeřazena.

## Vzhled a velikost

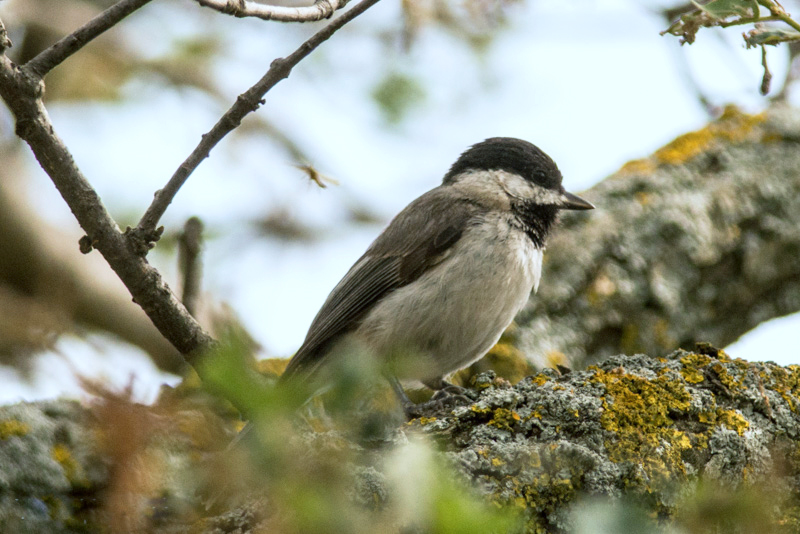
Sýkora temná

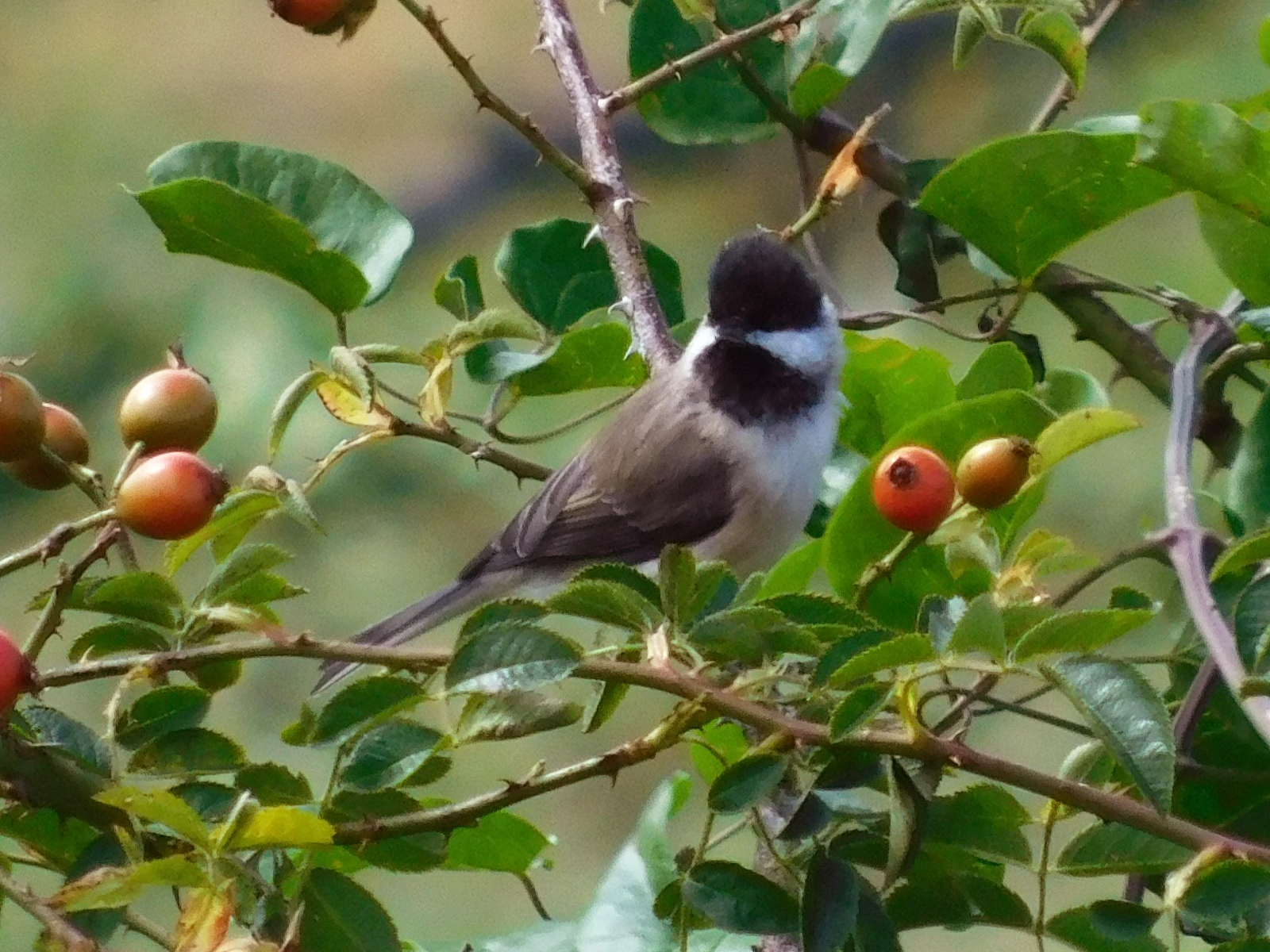
Sýkora temná v šípkovém keři v Srbsku

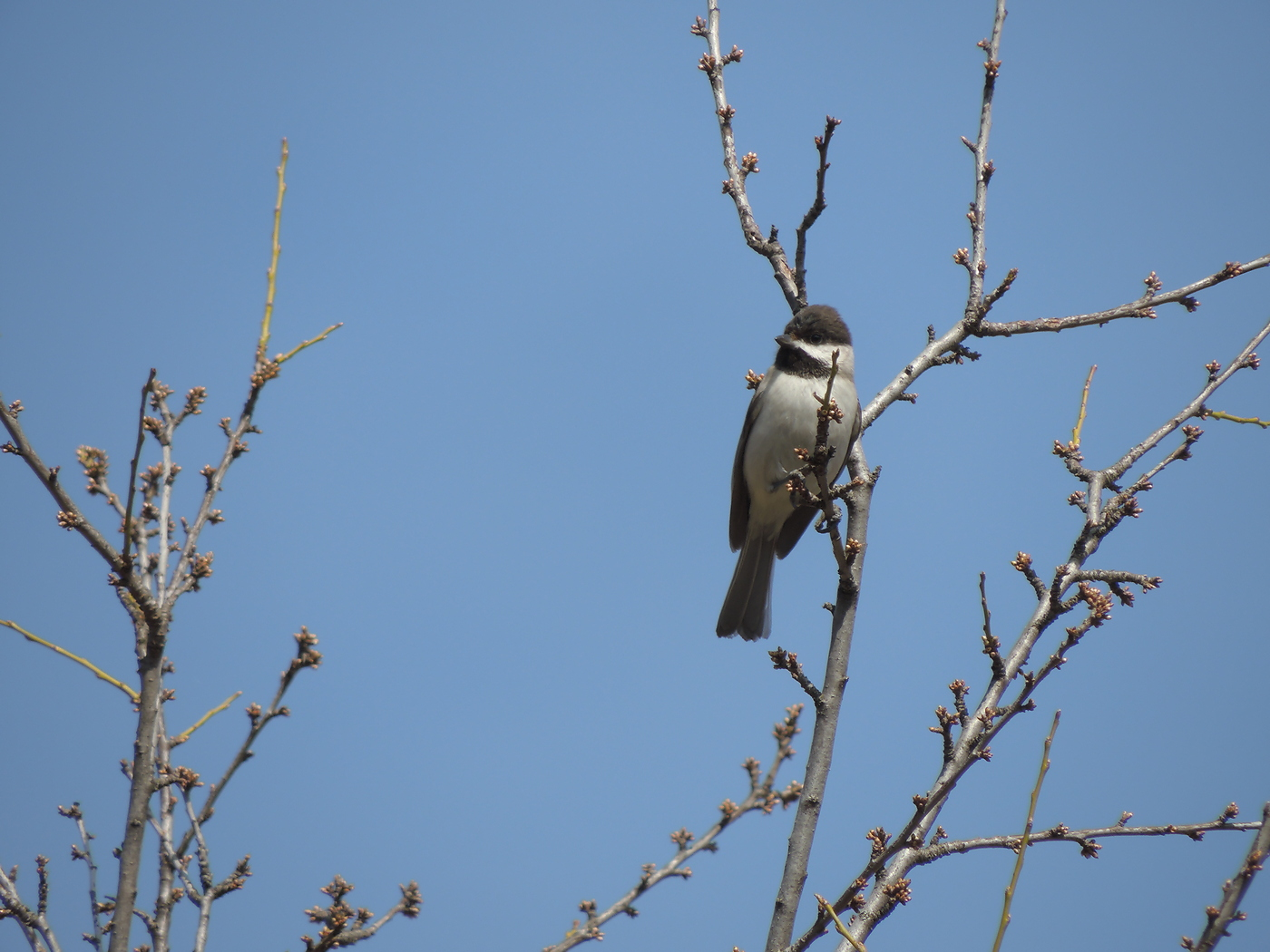
Sýkora temná na stromě

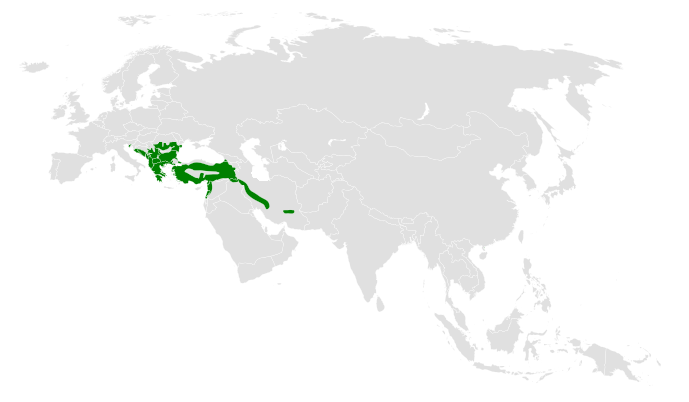
Mapa výskytu sýkory temné včetně areálu výskytu sýkory íránské

Sýkora temná dosahuje délky 12 až 13 cm a rozpětí křídel 16 až 17 cm. Vzhledově se podobá sýkoře babce a sýkoře lužní, od nichž se liší větší velikostí, užším bílým klínem pod okem a více šedým a méně výrazným zbarvením. Zobák je silný a černý, oko a běháky černé, křídla a ocas tmavě šedé, čepička a prostor pod zobákem černý, břicho krémově bílé a mezi zobákem a týlem se rozprostírají po každé straně dva bílé klíny, podobné jako například u sýkory koňadry. Na rozdíl od sýkory koňadry ale nemá sýkora temná na břiše černý pruh. Samec i samice vypadají identicky, neexistuje mezi nimi žádný pohlavní dimorfismus.

## Rozšíření

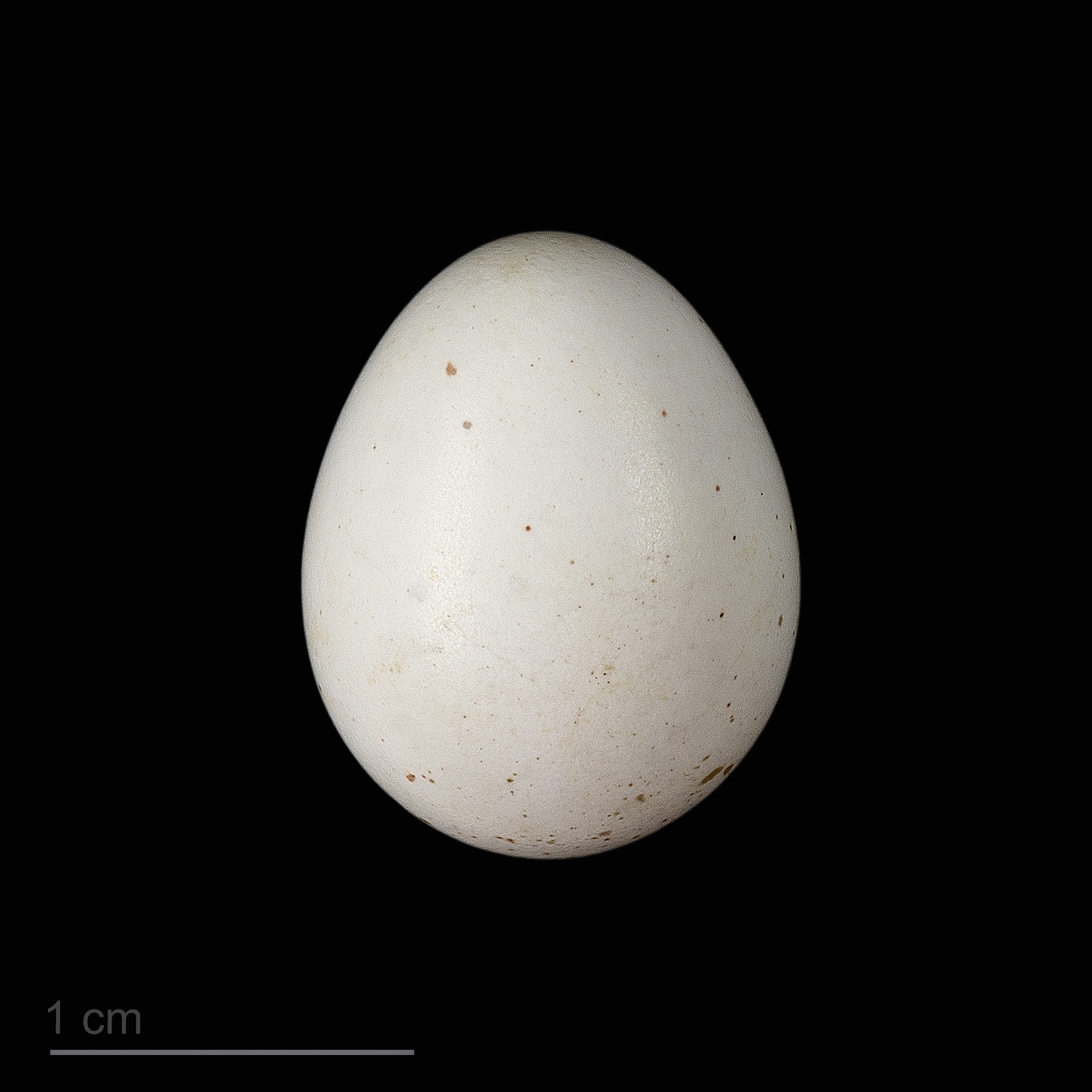
Poecile lugubris

Sýkora temná se vyskytuje v lesích v nadmořské výšce 1000 až 1600 metrů, na rozsáhlém území v jihovýchodní Evropě a jihozápadní Asii; od západního Slovinska a Istrie až po jihovýchodní Írán.
V Česku se sýkora temná nevyskytuje a nikdy zde nebyla její přítomnost zaznamenána. V roce 1996 byla její celková populace odhadnuta na 260 000 až jeden milion žijících jedinců. Z celé populace žije 75 % sýkor temných na Balkánském poloostrově. Počet hnízdících párů byl mezi lety 1970 až 1990 stabilní (byl vyšší než 450 tisíc) a pouze v Chorvatsku došlo k mírnému poklesu populace.

## Poddruhy
Sýkora temná se dělí na pět (popřípadě šest) poddruhů:
- Poecile lugubris lugubris – žije v západním Slovinsku a přímořském Chorvatsku, jižní Bosně a Hercegovině, jižním Srbsku, Černé Hoře, Rumunsku, Bulharsku, Severní Makedonii, Kosovu, Albánii, v severovýchodním Řecku a na ostrově Kréta
- Poecile lugubris lugens – žije v západní části Řecka a na poloostrově Peloponés
- Poecile lugubris anatoliae – žije v Turecku, při pobřeží Středozemního moře v Sýrii, Libanonu a Izraeli a rovněž v jižní Arménii, jihozápadním Ázerbájdžánu, severozápadním Íránu a na severu Iráku
- Poecile lugubris dubius – žije ve vnitrozemí na západě Íránu
- Poecile lugubris kirmanensis – žije na malém vnitrozemském území na jihovýchodě Íránu
- Poecile lugubris hyrcanus – žije v Íránu při pobřeží Kaspického moře a v Ázerbájdžánu, někdy je považována za samostatný druh (sýkora íránská, Poecile hyrcanus, popřípadě Poecile hyrcanus hyrcanus)[5]

## Rozmnožování
Podobně jako ostatní druhy sýkor z rodu Poecile hnízdí sýkora temná převážně ve stromových dutinách. K hnízdění si vybírá například jalovce, vrby, topoly a další druhy stromů. V některých případech může hnízdit i uvnitř železných trubek (například v oplocení) nebo v budkách a lidmi vytvořených hnízdech. Sýkora temná dvakrát do roka snese čtyři až devět vajec. Doba rozmnožování trvá od začátku dubna až do konce července, popřípadě začátku srpna. Na vejcích sedí samice třináct až čtrnáct dní, než se z nich vylíhnou mláďata. Ta pak opouštějí hnízdo po 13 až 21 dnech.

## Potrava
Sýkora temná se živí především hmyzem a malými bezobratlými, zejména housenkami a jinými larvami. Místy se živí i semeny.